# Summer Scent
Summer Scent est une série télévisée sud-coréenne de 2003 diffusée par KBS et réalisée par Yoon Seok-ho. C’est la troisième partie de la série Endless Love.

## Distribution
- Song Seung-heon - Yoo Min-Woo
- Son Ye-jin - Shim Hye-Weon
- Ryu Jin - Park Jeong-Jae
- Han Ji-hye - Park Jeong-Ah
- Shin Ae - Eun-Hye
- Jo Eun-Suk
- Kim Yong-Gun

## Bande sonore
- Date de sortie: 5 août 2003
- Label: Yedang Entertainment Company (KR)
- Liste des titres:

1. Titre principal
2. Bi Mil - Jeong In-Ho
3. Missing U - Seo Jin-Yeong
4. Uh Jjuh Myun - Seo Jin-Yeong
5. Yuh Reum Hyang Gi - Jeong In-Ho
6. Serenade Inst. (Guitar)
7. Second Romance - Seo Jin-Yeong
8. Yuh Reum Hyang Gi 2 Inst.
9. Doo Bun Jjae Sarang - Seo Jin-Yeong
10. Uh Jjuh Myun Inst. (Piano)
11. Serenade - Yoo Mi-Sook
12. Bi Mil Inst. (Piano)
13. Doo Bun Jjae Sarang (Inst.)(Piano et Guitare)
14. Love - Seo Jin-Yeong
15. Bi Mil Inst. (Guitare)
16. Sarang Han Da Myun - Jeong In-Ho & Seo Jin-Yeong
17. Yuh Woo Bi Inst.
18. Love Inst. (Piano et Guitare)

## Diffusion internationale
- KBS2 (2003)
- GMA Network